# メデアの復讐の踊り
メデアの復讐の踊り（めであのふくしゅうのおどり、(英語: Medea's Dance of Vengeance)）作品23aは、サミュエル・バーバーの管弦楽曲である。1956年2月2日に、ディミトリー・ミトロプーロスの指揮とニューヨーク・フィルハーモニー管弦楽団によって初演された。

## 概略
当初はマーサ・グラハムのために作曲されたバレエ音楽《メデア（Medea）》作品23に基づき、7曲からなる演奏会用のバレエ組曲を創ったが、後に作品全体で最も表現力が強いと感じた部分を用いて、単一楽章の楽曲に改作したのが《メデアの復讐の踊り》である。題名もまた紆余曲折を経ており、元々は《メデアの瞑想と復讐の踊り（英語: Medea's Meditation and Dance of Vengeance）》と題されていたが、作曲者が亡くなる直前に、より単純な「メデアの復讐の踊り」に改められた。

## 楽器編成
《メデアの復讐の踊り》は、原曲のバレエ音楽や、組曲版よりも楽器編成が拡張されている。
フルート3、ピッコロ1、オーボエ1、イングリッシュホルン1、クラリネット2、クラリネット変ホ管1、バスクラリネット1、ファゴット2、コントラファゴット1、ホルン4、トランペット3、トロンボーン3、チューバ1、ティンパニ、スネアドラム、バスドラム、タムタム、トムトム、トライアングル、シンバル、シロフォン、鞭、ピアノ、弦楽五部。

## 註
1. 1 2  Freed, Richard. “Dance of Vengeance, Op. 23a, The John F. Kennedy Center for the Performing Arts”. 2007年8月17日閲覧。